# RPG (arma)

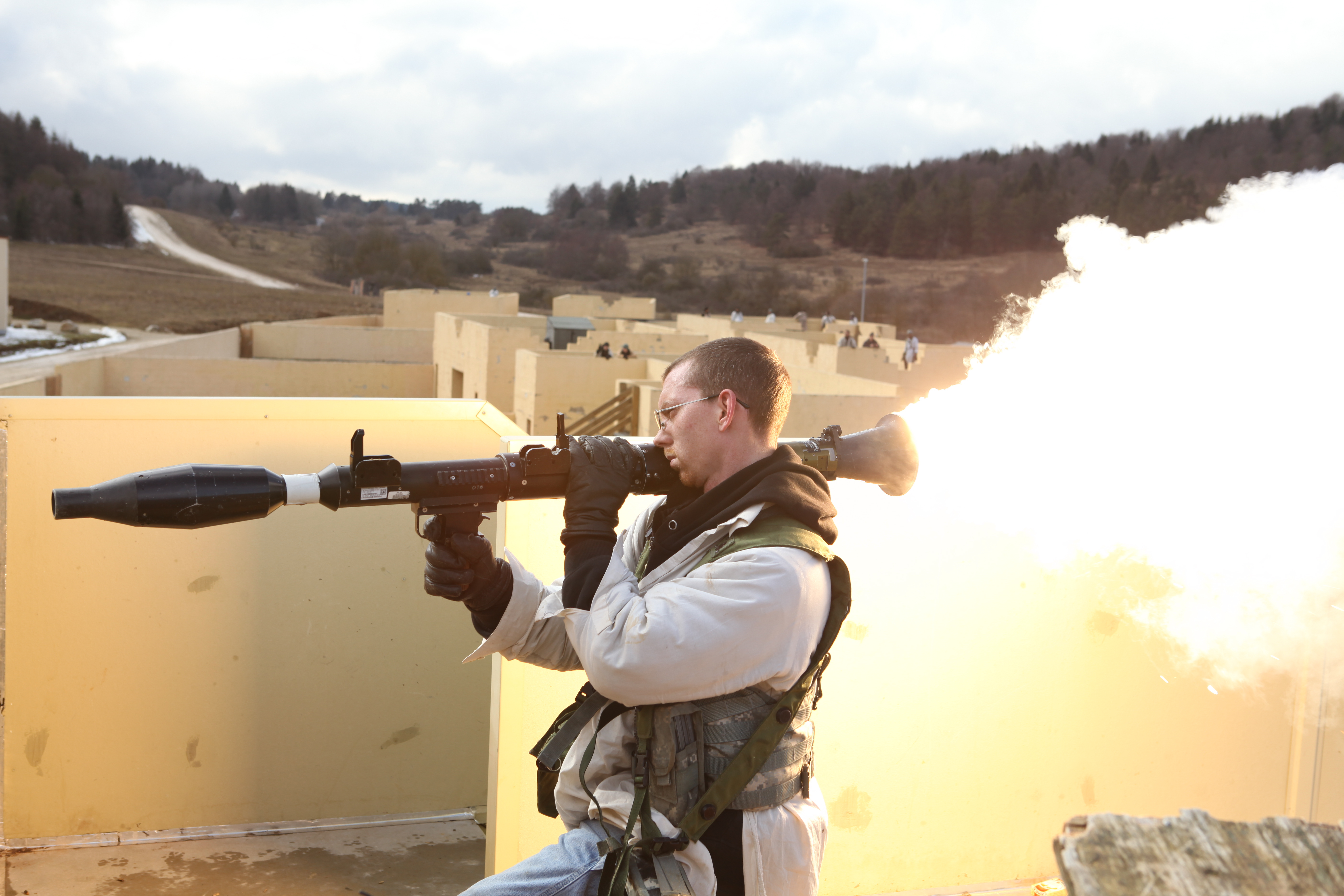
Um militar americano disparando uma granada propulsada por foguete.

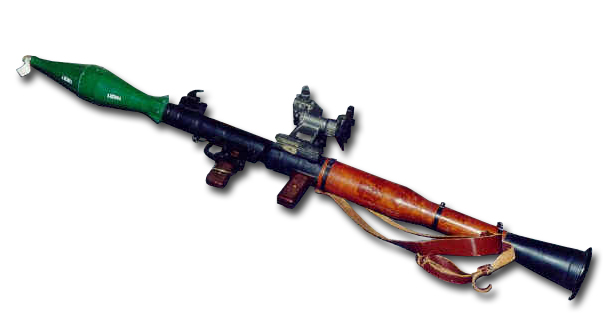
Um RPG-7.

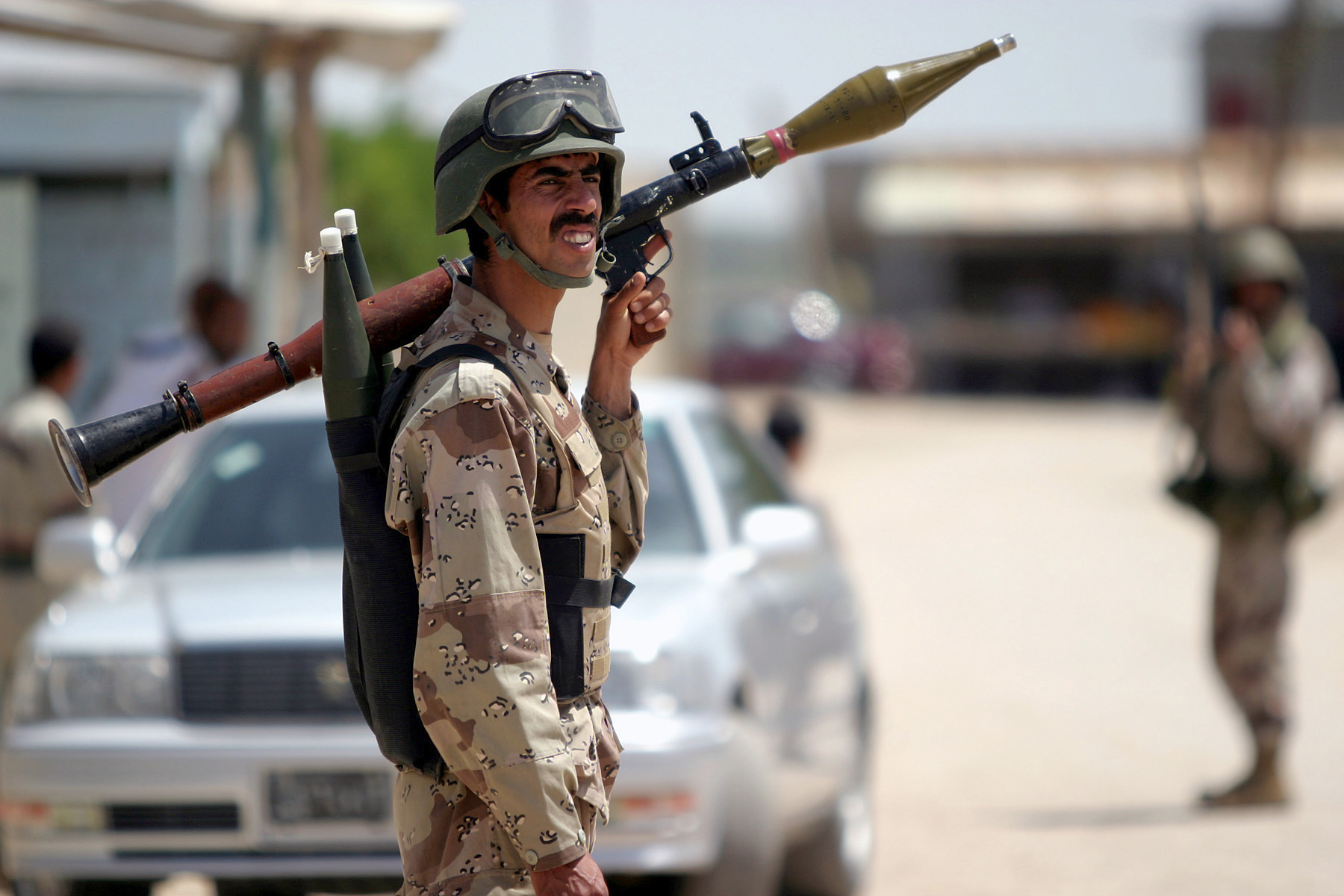
Um soldado iraquiano com seu RPG.

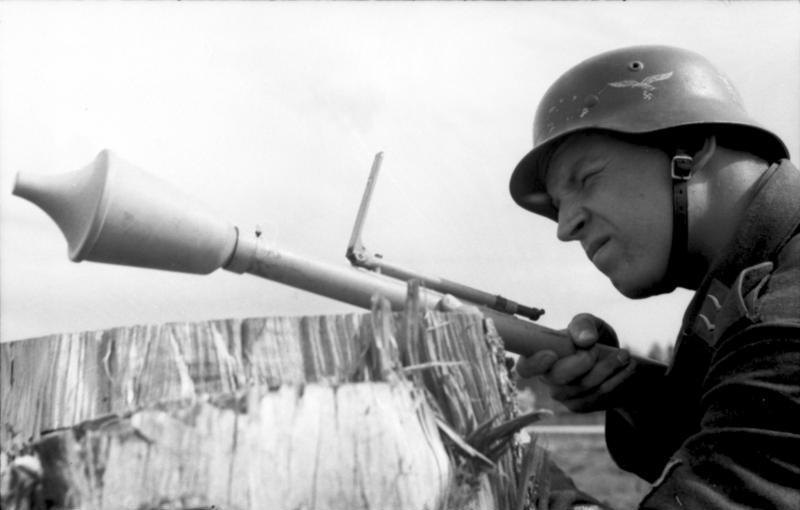
Um soldado alemão com sua Panzerfaust.

Rocket-propelled grenade, ou RPG (em português: granada lançada por foguete), é uma arma de apoio de fogo da infantaria destinada ao lançamento de granadas especiais com a capacidade de auto-propulsão. Os RPGs têm origem nas armas semelhantes (bazookas norte-americanas e Panzerfaust alemãs) utilizadas na Segunda Guerra Mundial para destruição de carros de combate e infantaria.

## Histórico
Após a Segunda Guerra Mundial, o desenvolvimento deste tipo de sistemas lançadores de granadas via combustível propelente, sofreu grandes avanços, tendo o seu apogeu no sistema de origem Soviética/Russa, o conhecido RPG-7, que conjuga as melhores características do Panzerfaust e da bazooka.
No mundo contemporâneo, é muito utilizado por grupos extremistas do Iraque, da Palestina (Hamas), do Líbano (pelo grupo xiita Hezbollah), ainda sendo utilizado por exércitos regulares.

## Modelos
O modelo RPG-7V pode levar uma mira telescópica e miras de infravermelhos ou visores noturnos passivos. Todos os modelos de RPG-7 possuem miras ópticas que poderão ser adaptadas para visão noturna.
Dentro da gama de granadas disponíveis atualmente estão as PG-7, PG-7M, PG-7N. A PG-7V tem uma capacidade de penetração de 330mm em blindagem de aço. A versão PG-7VL consegue penetrar até 600mm em blindagens de aço. A PG-7VR é uma granada com ogivas em tandem (uma à frente da outra).
Este desenho foi escolhido para penetrar as mais modernas blindagens reativas e a blindagem por detrás dessa, com que os tanques e blindados modernos podem estar equipados.
As granadas OG-7 e OG-7M possuem ogivas explosivas antipessoal. A versão OG-7V é uma granada de 2Kg, com 40mm de diâmetro. Possui uma ogiva de fragmentação efetiva a um alcance máximo de 350m, com um raio de ação 150m.
O Exército Brasileiro emprega atualmente o Lança Rojão AT-4.